# Denny Rehberg
Dennis Ray Rehberg, detto Denny (Billings, 5 ottobre 1955), è un politico statunitense, membro della Camera dei Rappresentanti per lo stato del Montana dal 2001 al 2013.

## Biografia
Dopo gli studi alla Washington State University Rehberg lavorò come collaboratore di alcuni politici e nel 1985 venne eletto nella legislatura statale del Montana come repubblicano.
Nel 1991 il governatore del Montana lo nominò suo vice e l'anno seguente gli elettori lo confermarono. Dopo alcuni anni Rehberg lasciò l'incarico per candidarsi al Senato, ma venne sconfitto da Max Baucus.
Quando nel 2000 il deputato Rick Hill annunciò di non volere un terzo mandato alla Camera dei Rappresentanti, Rehberg si candidò per il seggio e riuscì ad essere eletto. Venne poi rieletto per altri cinque mandati.
Nel 2012 non richiese un settimo mandato, preferendo candidarsi di nuovo al Senato contro il democratico in carica Jon Tester. Rehberg tuttavia venne sconfitto per la seconda volta e dovette abbandonare il Congresso.
Rehberg si configura come un repubblicano piuttosto conservatore.